# Cosmopolis (Washington)
Cosmopolis é uma cidade localizada no estado norte-americano de Washington, no Condado de Grays Harbor.

## Demografia
Segundo o censo norte-americano de 2000, a sua população era de 1595 habitantes.
Em 2006, foi estimada uma população de 1679, um aumento de 84 (5.3%).

## Geografia
De acordo com o United States Census Bureau tem uma área de
4,0 km², dos quais 3,6 km² cobertos por terra e 0,4 km² cobertos por água.

## Localidades na vizinhança
O diagrama seguinte representa as localidades num raio de 16 km ao redor de Cosmopolis.